# Frazioni di Madera
     Calheta
     Câmara de Lobos
     Funchal
     Machico
     Ponta do Sol
     Porto Moniz
     Porto Santo
     Ribeira Brava
     Santa Cruz
     Santana
     São Vicente

Mappa delle undici città e frazioni che compongono la regione autonoma di Madeira:
Calheta
Câmara de Lobos
Funchal
Machico
Ponta do Sol
Porto Moniz
Porto Santo
Ribeira Brava
Santa Cruz
Santana
São Vicente

La regione autonoma di Madera è costituita da 11 comuni e 54 freguesias, con 10 comuni e 53 freguesias sull'isola di Madera e il resto dell'isola Porto Santo. Porto Santo è uno dei sei comuni del Portogallo che hanno un unico freguesia, che ha lo stesso nome.

## Elenco
Qui di seguito segue un elenco di freguesias che compongono la regione autonoma di Madera, il comune di appartenenza, la loro popolazione, territorio e densità di popolazione, sulla base del censimento 2011.
| Freguesia                   | Comune          | Popolazione | superficie (km²) | Densità (ab/km²) |
| --------------------------- | --------------- | ----------- | ---------------- | ---------------- |
| Achadas da Cruz             | Porto Moniz     | 161         | 7,88             | 20,43            |
| Água de Pena                | Machico         | 2.437       | 5,08             | 479,72           |
| Arco da Calheta             | Calheta         | 3.168       | 14,70            | 215,51           |
| Arco de São Jorge           | Santana         | 416         | 3,50             | 118,86           |
| Boaventura                  | São Vicente     | 1.226       | 26,20            | 46,79            |
| Calheta                     | Calheta         | 3.160       | 132,30           | 23,89            |
| Camacha                     | Santa Cruz      | 7.464       | 19,58            | 381,21           |
| Câmara de Lobos             | Câmara de Lobos | 17.978      | 7,62             | 2.359,32         |
| Campanário                  | Ribeira Brava   | 4.579       | 11,80            | 388,05           |
| Canhas                      | Ponta do Sol    | 3.762       | 13,30            | 282,86           |
| Caniçal                     | Machico         | 3.921       | 11,84            | 331,17           |
| Caniço                      | Santa Cruz      | 23.361      | 12,00            | 1.946,75         |
| Curral das Freiras          | Câmara de Lobos | 2.001       | 25,07            | 79,82            |
| Estreito da Calheta         | Calheta         | 1.605       | 14,32            | 112,08           |
| Estreito de Câmara de Lobos | Câmara de Lobos | 10.263      | 8,14             | 1.260,81         |
| Faial                       | Santana         | 1.623       | 22,60            | 71,81            |
| Fajã da Ovelha              | Calheta         | 899         | 22,16            | 40,57            |
| Gaula                       | Santa Cruz      | 4.024       | 7,07             | 569,17           |
| Ilha                        | Santana         | 256         | 15,00            | 17,07            |
| Imaculado Coração de Maria  | Funchal         | 6.226       | 1,35             | 4.611,85         |
| Jardim do Mar               | Calheta         | 203         | 0,74             | 274,32           |
| Jardim da Serra             | Câmara de Lobos | 3.318       | 7,10             | 467,32           |
| Machico                     | Machico         | 11.249      | 17,49            | 643,17           |
| Madalena do Mar             | Ponta do Sol    | 516         | 2,07             | 249,28           |
| Monte                       | Funchal         | 6.696       | 18,65            | 359,03           |
| Paul do Mar                 | Calheta         | 871         | 1,40             | 622,14           |
| Ponta Delgada               | São Vicente     | 1.359       | 8,80             | 154,43           |
| Ponta do Pargo              | Calheta         | 909         | 24,71            | 36,79            |
| Ponta do Sol                | Ponta do Sol    | 4.575       | 28,2             | 162,23           |
| Porto da Cruz               | Machico         | 2.597       | 25,22            | 102,97           |
| Porto Moniz                 | Porto Moniz     | 1.667       | 20,2             | 82,52            |
| Porto Santo                 | Porto Santo     | 5.482       | 42,17            | 130,00           |
| Prazeres                    | Calheta         | 704         | 13,03            | 54,03            |
| Quinta Grande               | Câmara de Lobos | 2.099       | 3,89             | 539,59           |
| Ribeira Brava               | Ribeira Brava   | 6.585       | 17,50            | 376,29           |
| Ribeira da Janela           | Porto Moniz     | 229         | 18,48            | 12,39            |
| Santa Cruz                  | Santa Cruz      | 7.234       | 28,10            | 257,44           |
| Santa Luzia                 | Funchal         | 5.875       | 1,34             | 4.384,33         |
| Santa Maria Maior           | Funchal         | 13.387      | 4,88             | 2.743,24         |
| Santana                     | Santana         | 3.271       | 17,8             | 183,76           |
| Santo António               | Funchal         | 27.437      | 22,21            | 1.235,34         |
| Santo António da Serra      | Machico         | 1.599       | 8,62             | 185,50           |
| Santo António da Serra      | Santa Cruz      | 935         | 14,77            | 63,30            |
| São Gonçalo                 | Funchal         | 6.566       | 7,08             | 927,40           |
| São Jorge                   | Santana         | 1.493       | 18,30            | 81,58            |
| São Martinho                | Funchal         | 26.464      | 8,06             | 3,283,37         |
| São Pedro                   | Funchal         | 7.288       | 1,49             | 4.891,28         |
| São Roque                   | Funchal         | 9.412       | 7,52             | 1.251,60         |
| São Roque do Faial          | Santana         | 736         | 15,90            | 46,29            |
| São Vicente                 | São Vicente     | 3.136       | 43,70            | 71,76            |
| Sé                          | Funchal         | 2.664       | 3,67             | 725,89           |
| Seixal                      | Porto Moniz     | 654         | 36,37            | 17,98            |
| Serra de Água               | Ribeira Brava   | 1.048       | 24,70            | 42,43            |
| Tabua                       | Ribeira Brava   | 1.150       | 11,10            | 103,60           |